# Manu Leumann
Manu Leumann, född 6 oktober 1889 i Strassburg, död 15 juli 1977 i Zürich, var en schweizisk språkforskare med specialområdet indoeuropeiska språk. Han var son till indologen Ernst Leumann.
År 1922 blev Leumann ledare för projektet Thesaurus Linguae Latinae och privatdocent vid Münchens Ludwig-Maximilian-universitet. År 1927 blev han Eduard Schwyzers efterträdare som professor vid Zürichs universitet. Bland hans elever finner man Peter Frei, Ernst Risch, Meinrad Scheller och andra. Han gav ut en latinsk grammatik 1926–1928.